# Guindulungan
Guindulungan is een gemeente in de Filipijnse provincie Maguindanao op het eiland Mindanao. Bij de laatste census in 2007 had de gemeente bijna 24 duizend inwoners.

## Geografie

### Bestuurlijke indeling
Guindulungan is onderverdeeld in de volgende 11 barangays:
| - Ahan - Bagan - Datalpandan - Kalumamis - Kateman - Lambayao | - Macasampen - Muslim - Muti - Sampao - Tambunan II |